# TSG Waldau
Die TSG Waldau (voller Name Turn- und Sportgemeinde Waldau) war ein Arbeitersportverein aus Waldau, einer ehemaligen Gemeinde im Landkreis Kassel, die heute ein Stadtteil der hessischen Großstadt Kassel ist. Die Fußballmannschaft des Vereins nahm in der Weimarer Republik am Spielbetrieb und an den Meisterschaftsrunden des ATSB teil.

## Geschichte
Der Verein wurde 1910 in Waldau gegründet. Er gehörte zum ATSB-Regionalverband Freie Spielvereinigung Kurhessen-Waldeck-Südhannover, dessen Vereine im 13. ATSB-Kreis spielten.
In der Spielzeit 1919/20 wurde die TSG Waldau Meister des 13. ATSB-Kreises. Im Halbfinale der nordwestdeutschen Verbandsmeisterschaft schlug der Verein die TSVgg Unterbarmen mit 3:1 und im nordwestdeutschen Endspiel am 23. Mai 1920 in Bielefeld die FT Hannover-Kleefeld mit 2:1. Hierdurch qualifizierte sich die TSG Waldau für die reichsweite ATSB-Endrunde, unterlag aber im Halbfinale dem TuS Süden Forst mit 1:5.
In der folgenden Spielzeit 1920/21 wurde die TSG Waldau erneut Meister des 13. ATSB-Kreises und konnte im Halbfinale der nordwestdeutschen Verbandsmeisterschaft den FTSV Ohligs mit 2:1 besiegen. Im nordwestdeutschen Endspiel am 2. Mai 1921 unterlagen die Waldauer der FT Unterweser-Bremerhaven in Geestemünde mit 2:6.
Nach der Machtergreifung der Nationalsozialisten wurde der Verein 1933 verboten und aufgelöst.